# متیو نیدهم
متیو نیدهم (متولد ۱۳ آوریل ۱۹۸۴) یک بازیگر انگلیسی است.
او در مراسم شرکت سلطنتی شکسپیر، دادگاه سلطنتی، تئاتر ملی، تئاتر آلمیدا و گلوب شکسپیر به اجرا پرداخته‌است، و نامزد دریافت جایزه یان چارلزون در سال ۲۰۱۱ شده‌است.
او از آکادمی موسیقی و هنرهای نمایشی لندن به همراه بی. ای هانس از دوره سه سالهٔ بازیگری در سال ۲۰۰۷ فارغ‌التحصیل شد.
در سال ۲۰۱۶ او بازیگر نقش اصلی در فیلم کوتاه لکنتی شد. این فیلم توسط بنجامین کلییری نوشته و کارگردانی شده و توسط سرنا آرمیتاژ و شان کریستوفر اوگلوی تهیه کنندگی شده‌است. این فیلم برنده جایزه اسکار برای بهترین فیلم کوتاه زنده در هشتاد و هشتمین دوره جوایز اسکار شد.
در ماه ژانویه ۲۰۱۷ متی در قسمت دوم فصل چهارم سریال تلویزیونی «تلاش کن کنتیکل» از شبکه آی تی وی، در نقش دادلی کوان ظاهر شد. در ماه مارس، او نقش استنلی کوالسکی را در برنامه ای از رادیو بی‌بی‌سی ۳ به نام اتوبوسی به نام هوس توسط تنسی ویلیامز بازی کرد.